# Lahnajärvi (sjö i Finland, Norra Österbotten)
Lahnajärvi är en sjö i Finland. Den ligger i kommunen Sievi i landskapet Norra Österbotten, i den centrala delen av landet, 400 km norr om huvudstaden Helsingfors. Lahnajärvi ligger 122,5 meter över havet. I omgivningarna runt Lahnajärvi växer i huvudsak blandskog. Arean är 59,2 hektar och strandlinjen är 4,64 kilometer lång. Sjön  ingår i Kalajoki älvs huvudavrinningsområde. 